# Liisi Beckmann
Liisi Beckmann (Kirvu, 7 dicembre 1924 – Orimattila, 9 agosto 2004) è stata una designer e artista finlandese, molto attiva in Italia.

## Biografia
Nasce Liisi Meronen il 7 dicembre del 1924 in Carelia e studia arte a Helsinki. Si trasferisce in Italia alla fine degli anni '50 e lavora nello Studio Sviluppo della Rinascente di Milano. La più famosa collaborazione dell'artista con le aziende di settore è sicuramente quella con Zanotta, per la quale disegna nel 1966 la poltrona Karelia, ispirata alla sua terra d'origine e rimessa in produzione a partire dal 2007, e nel 1975 il tavolo Arcibaldo. Collabora inoltre con diverse altre aziende, come Gabbianelli, Driade e la vetreria Vistosi. Verso la fine della sua vita torna in Finlandia, dove morirà nel 2004.